# Meeting Areva 2015
Il Meeting Areva 2015 è stato la 32ª edizione dell'annuale meeting di atletica leggera, e si è svolto allo Stade de France di Saint-Denis, il 4 luglio 2015. Il meeting è stato l'ottava tappa del circuito di atletica leggera IAAF Diamond League 2015.

## Programma
| #  | Orario | Specialità         |
| -- | ------ | ------------------ |
| 1  | 18:25  | Salto in lungo     |
| 2  | 18:35  | Lancio del disco   |
| 3  | 19:28  | Salto con l'asta   |
| 4  | 19:32  | 110 metri ostacoli |
| 5  | 20:10  | Salto in alto      |
| 6  | 20:16  | 400 metri          |
| 7  | 20:24  | 3000 metri siepi   |
| 8  | 21:02  | 1500 metri         |
| 9  | 21:20  | 110 metri ostacoli |
| 10 | 21:52  | 100 metri          |

| # | Orario | Specialità             |
| - | ------ | ---------------------- |
| 1 | 18:50  | Getto del peso         |
| 2 | 19:00  | Salto con l'asta       |
| 3 | 20:05  | 400 metri ostacoli     |
| 4 | 20:12  | Salto triplo           |
| 5 | 20:38  | Lancio del giavellotto |
| 6 | 20:42  | 800 metri              |
| 7 | 20:52  | 100 metri              |
| 8 | 21:32  | 5000 metri             |

     Specialità valide per la Diamond League

## Risultati
Di seguito i primi tre classificati di ogni specialità.

### Uomini
| Specialità         |                        | Prestazione | 2º classificato      | Prestazione | 3º classificato        | Prestazione |
| 100 metri          | Asafa Powell           | 9"81        | Jimmy Vicaut         | 9"86        | Mike Rodgers           | 9"99        |
| 400 metri          | Wayde van Niekerk      | 43"96       | Kirani James         | 44"17       | David Verburg          | 44"81       |
| 1500 metri         | Silas Kiplagat         | 3'30"12     | Ayanleh Souleiman    | 3'30"17     | Ronald Kwemoi          | 3'30"43     |
| 3000 metri siepi   | Jairus Birech          | 7'58"88     | Evan Jager           | 8'00"91     | Conseslus Kipruto      | 8'09"91     |
| 110 metri ostacoli | Orlando Ortega         | 12"94       | David Oliver         | 12"98       | Sergej Šubenkov        | 13"16       |
| 110 metri ostacoli | Yordan O'Farrill       | 13"24       | Shane Brathwaite     | 13"31       | Konstadinos Douvalidis | 13"34       |
| Salto in alto      | Daniil Cyplakov        | 2.32 m      | Donald Thomas        | 2.32 m      | Adónios Mástoras       | 2.29 m      |
| Salto con l'asta   | Konstadínos Filippídis | 5.91 m      | Thiago Braz da Silva | 5.86 m      | Sam Kendricks          | 5.81 m      |
| Salto in lungo     | Michael Hartfield      | 8.19 m      | Kafétien Gomis       | 8.13 m      | Fabrice Lapierre       | 8.07 m      |
| Lancio del disco   | Piotr Małachowski      | 65.57 m     | Zoltán Kővágó        | 65.23 m     | Gerd Kanter            | 64.11 m     |

     Atleti al primo posto nella classifica di specialità.
     Prestazione che stabilisce il nuovo record del meeting.

### Donne
| Specialità             |                         | Prestazione | 2º classificato     | Prestazione | 3º classificato         | Prestazione |
| 100 metri              | Shelly-Ann Fraser-Pryce | 10"74       | Blessing Okagbare   | 10"80       | English Gardner         | 10"97       |
| 800 metri              | Eunice Sum              | 1'56"99     | Rose Mary Almanza   | 1'57"70     | Selina Büchel           | 1'57"95     |
| 5000 metri             | Genzebe Dibaba          | 14'15"41    | Almaz Ayana         | 14'21"97    | Mercy Cherono           | 14'34"10    |
| 400 metri ostacoli     | Zuzana Hejnová          | 53"76       | Sara Slott Petersen | 53"99       | Kemi Adekoya            | 54"12       |
| Salto con l'asta       | Nikoléta Kiriakopoúlou  | 4.83 m DLR  | Yarisley Silva      | 4.73 m      | Fabiana Murer           | 4.63 m      |
| Salto triplo           | Caterine Ibargüen       | 14.87 m     | Ekaterina Koneva    | 14.72 m     | Hanna Knjazjeva-Minenko | 14.56 m     |
| Getto del peso         | Christina Schwanitz     | 20.31 m     | Gong Lijiao         | 19.75 m     | Michelle Carter         | 19.37 m     |
| Lancio del giavellotto | Barbora Špotáková       | 64.42 m     | Kimberley Mickle    | 63.80 m     | Sunette Viljoen         | 63.15 m     |

     Atleti al primo posto nella classifica di specialità.
     Prestazione che stabilisce il nuovo record del meeting.